# Soppe-le-Bas
Soppe-le-Bas (deutsch Niedersulzbach) ist eine französische Gemeinde mit 780 Einwohnern (Stand 1. Januar 2022) im Département Haut-Rhin in der Region Grand Est (bis 2015 Elsass). Sie gehört zum Kanton Masevaux-Niederbruck und zum Kommunalverband Vallée de la Doller et Soultzbach.

## Geografie
Soppe-le-Bas liegt im Westen des Elsass im Sundgau, zwölf Kilometer südwestlich von Cernay und 9,5 Kilometer südöstlich von Masevaux, zwischen den Nachbargemeinden Diefmatten im Südosten und Soppe-le-Haut im Nordwesten. Das Gemeindegebiet wird vom Soultzbach durchquert, im nordöstlichen Gemeindegebiet entspringt der Krebsbach, der hier noch Spechbach genannt wird.

## Geschichte
Die Ortschaft wurde 1105 als Suspa erstmals urkundlich erwähnt. 1185 wurde es Sulcebach, 1302 Sulzebach Inferior genannt. Sulze beziehungsweise sulza war das althochdeutsche Wort für „Salzwasser“. Der Ortsname bedeutete also „mineralischer Bach“.
Niedersulzbach gehörte zum Heiligen Römischen Reich. Zunächst Teil der Herrschaft Thann gelangte Niedersulzbach 1324 unter die Herrschaft der Habsburger. Von 1648 bis zur Französischen Revolution (1789–1799) gehörte Niedersulzbach zum Herzogtum Rethel. Die Gemeinde wurde mit dem Croix de guerre (1914–1918) ausgezeichnet, insgesamt erhielten 2952 Gemeinden diesen Orden zwischen 1917 und 1926.

## Bevölkerungsentwicklung
| Jahr      | 1962 | 1968 | 1975 | 1982 | 1990 | 1999 | 2007 | 2017 |
| --------- | ---- | ---- | ---- | ---- | ---- | ---- | ---- | ---- |
| Einwohner | 278  | 284  | 304  | 348  | 378  | 588  | 728  | 763  |

## Sehenswürdigkeiten

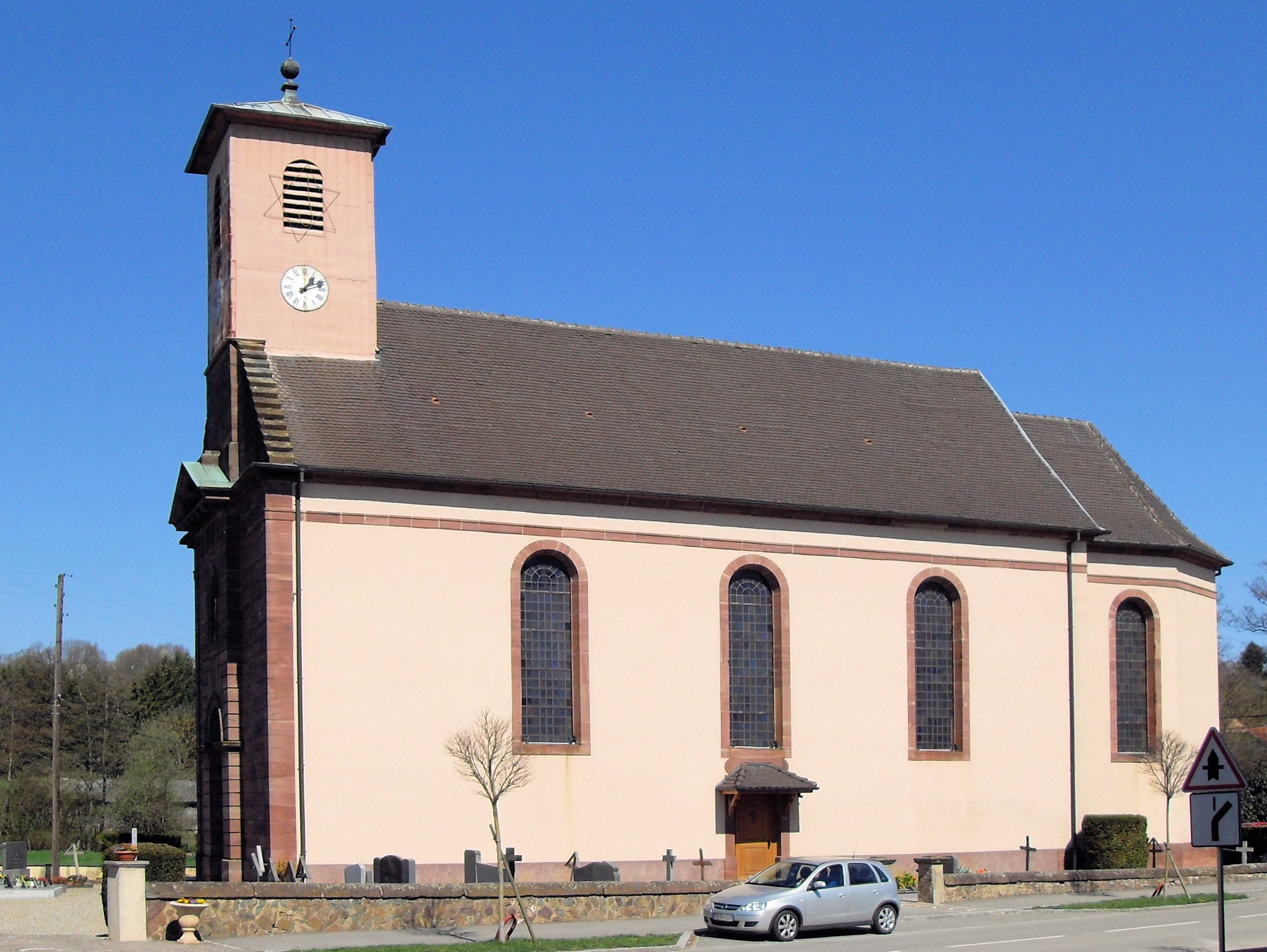
St. Vinzenz

Eine ursprüngliche Kirche Saint-Vincent wurde im 14. Jahrhundert gebaut. 1706 wurde die Kirche umgebaut und 1772 neu konstruiert. Der Glockenturm wurde 1784 repariert. 1829 und 1837 wurden der Chor und das Kirchenschiff erneut umgebaut und vergrößert. Die Orgel der Kirche wurde 1842 von Valentin Rinkenbach konstruiert. 1946 stellte Georges Schwenkedel die Orgel auf elektrischen Betrieb um. Sie wurde 1980 als Monument historique klassifiziert.

## Wirtschaft
Haupterwerbszweige der Bas-Soppois (Einwohner) sind Forstwirtschaft, Ackerbau, Obstbau, Milchwirtschaft und die Zucht von Hausrindern und Hausschweinen.